# Phoenix Suns

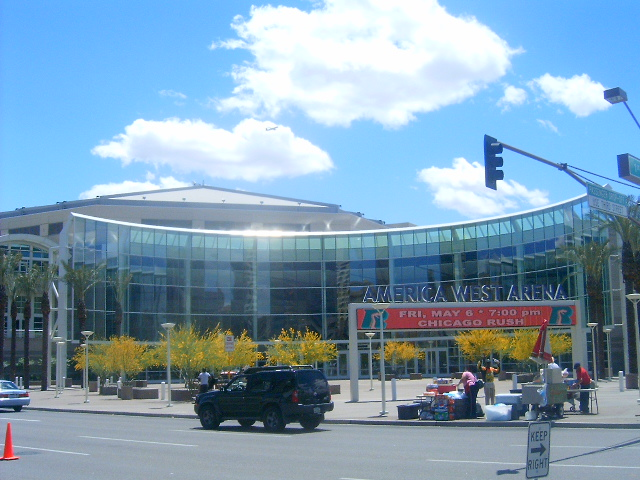
America West Arena, domácí hala Suns, 2005

Phoenix Suns je basketbalový tým hrající severoamerickou ligu National Basketball Association. Patří do Pacifické divize Západní konference NBA.
Tým byl založen roku 1968.
Za svou historii dokázali Suns dvakrát vyhrát play-off své konference (1976 a 1993, následně ale prohráli finále celé NBA: v roce 1976 4:2 na zápasy s Boston Celtics a v roce 1993 4:2 s Chicago Bulls).

## Statistika týmu v NBA
| Sezóna       | Výhry | Prohry | %    | Účast v play-off                                                | Výsledky v play-off                                                                    |
| ------------ | ----- | ------ | ---- | --------------------------------------------------------------- | -------------------------------------------------------------------------------------- |
| Phoenix Suns |       |        |      |                                                                 |                                                                                        |
| 1968-69      | 16    | 66     | 19,5 |                                                                 |                                                                                        |
| 1969-70      | 39    | 43     | 47,6 | Divizní semifinále                                              | 3:4 Los Angeles Lakers                                                                 |
| 1970-71      | 48    | 34     | 58,5 |                                                                 |                                                                                        |
| 1971-72      | 49    | 33     | 59,8 |                                                                 |                                                                                        |
| 1972-73      | 38    | 44     | 46,3 |                                                                 |                                                                                        |
| 1973-74      | 30    | 52     | 36,6 |                                                                 |                                                                                        |
| 1974-75      | 32    | 50     | 39,0 |                                                                 |                                                                                        |
| 1975-76      | 42    | 40     | 51,2 | Konferenční semifinále Konferenční finále Finále NBA            | 4:2 Seattle SuperSonics 4:3 Golden State Warriors 2:4 Boston Celtics                   |
| 1976-77      | 34    | 48     | 41,5 |                                                                 |                                                                                        |
| 1977-78      | 49    | 33     | 59,8 | První kolo                                                      | 0:2 Milwaukee Bucks                                                                    |
| 1978-79      | 50    | 32     | 61,0 | První kolo Konferenční semifinále Konferenční finále            | 2:1 Portland Trail Blazers 4:1 Kansas City Kings 3:4 Seattle SuperSonics               |
| 1979-80      | 55    | 27     | 67,1 | První kolo Konferenční semifinále                               | 2:1 Kansas City Kings 1:4 Los Angeles Lakers                                           |
| 1980-81      | 57    | 25     | 69,5 | Konferenční semifinále                                          | 3:4 Kansas City Kings                                                                  |
| 1981-82      | 46    | 36     | 56,1 | První kolo Konferenční semifinále                               | 2:1 Denver Nuggets 0:4 Los Angeles Lakers                                              |
| 1982-83      | 53    | 29     | 64,6 | První kolo                                                      | 1:2 Denver Nuggets                                                                     |
| 1983-84      | 41    | 41     | 50,0 | První kolo Konferenční semifinále Konferenční finále            | 3:2 Portland Trail Blazers 4:2 Utah Jazz 2:4 Los Angeles Lakers                        |
| 1984-85      | 36    | 46     | 43,9 | První kolo                                                      | 0:3 Los Angeles Lakers                                                                 |
| 1985-86      | 32    | 50     | 39,0 |                                                                 |                                                                                        |
| 1986-87      | 36    | 46     | 43,9 |                                                                 |                                                                                        |
| 1987-88      | 24    | 54     | 34,1 |                                                                 |                                                                                        |
| 1988-89      | 55    | 27     | 67,1 | První kolo Konferenční semifinále Konferenční finále            | 3:0 Denver Nuggets 4:1 Golden State Warriors 0:4 Los Angeles Lakers                    |
| 1989-90      | 54    | 28     | 65,9 | První kolo Konferenční semifinále Konferenční finále            | 3:2 Utah Jazz 4:1 Los Angeles Lakers 2:4 Portland Trail Blazers                        |
| 1990-91      | 55    | 27     | 67,1 | První kolo                                                      | 1:3 Utah Jazz                                                                          |
| 1991-92      | 53    | 29     | 64,6 | První kolo Konferenční semifinále                               | 3:0 San Antonio Spurs 1:4 Portland Trail Blazers                                       |
| 1992-93      | 62    | 20     | 75,6 | První kolo Konferenční semifinále Konferenční finále Finále NBA | 3:2 Los Angeles Lakers 4:2 San Antonio Spurs 4:3 Seattle SuperSonics 2:4 Chicago Bulls |
| 1993-94      | 56    | 26     | 68,3 | První kolo Konferenční semifinále                               | 3:0 Golden State Warriors 3:4 Houston Rockets                                          |
| 1994-95      | 59    | 23     | 72,0 | První kolo Konferenční semifinále                               | 3:0 Portland Trail Blazers 3:4 Houston Rockets                                         |
| 1995-96      | 41    | 41     | 50,0 | První kolo                                                      | 1:3 San Antonio Spurs                                                                  |
| 1996-97      | 40    | 42     | 48,8 | První kolo                                                      | 2:3 Seattle SuperSonics                                                                |
| 1997-98      | 56    | 26     | 68,3 | První kolo                                                      | 1:3 San Antonio Spurs                                                                  |
| 1998-99      | 27    | 23     | 54,0 | První kolo                                                      | 0:3 Portland Trail Blazers                                                             |
| 1999-00      | 53    | 29     | 64,6 | První kolo Konferenční semifinále                               | 3:1 San Antonio Spurs 1:4 Los Angeles Lakers                                           |
| 2000-01      | 51    | 31     | 62,3 | První kolo                                                      | 1:3 Sacramento Kings                                                                   |
| 2001-02      | 36    | 46     | 43,9 |                                                                 |                                                                                        |
| 2002-03      | 44    | 38     | 53,7 | První kolo                                                      | 2:4 San Antonio Spurs                                                                  |
| 2003-04      | 29    | 53     | 35,4 |                                                                 |                                                                                        |
| 2004-05      | 62    | 20     | 75,6 | První kolo Konferenční semifinále Konferenční finále            | 4:0 Memphis Grizzlies 4:2 Dallas Mavericks 1:4 San Antonio Spurs                       |
| 2005-06      | 54    | 28     | 65,9 | První kolo Konferenční semifinále Konferenční finále            | 4:3 Los Angeles Lakers 4:3 Los Angeles Clippers 2:4 Dallas Mavericks                   |
| 2006-07      | 61    | 21     | 74,4 | První kolo Konferenční semifinále                               | 4:1 Los Angeles Lakers 2:4 San Antonio Spurs                                           |
| 2007-08      | 55    | 27     | 67,1 | První kolo                                                      | 1:4 San Antonio Spurs                                                                  |
| 2008-09      | 46    | 36     | 56,1 |                                                                 |                                                                                        |
| 2009-10      | 54    | 28     | 65,9 | První kolo Konferenční semifinále Konferenční finále            | 4:2 Portland Trail Blazers 4:0 San Antonio Spurs 2:4 Los Angeles Lakers                |
| 2010-11      | 40    | 42     | 48,8 |                                                                 |                                                                                        |
| 2011-12      | 33    | 33     | 50,0 |                                                                 |                                                                                        |
| 2012-13      | 25    | 57     | 30,5 |                                                                 |                                                                                        |
| 2013-14      | 48    | 34     | 58,5 |                                                                 |                                                                                        |
| 2014-15      | 39    | 43     | 47,6 |                                                                 |                                                                                        |
| 2015-16      | 23    | 59     | 28,0 |                                                                 |                                                                                        |
| Celkem       | 2122  | 1766   | 54,6 |                                                                 |                                                                                        |
| Play-off     | 132   | 142    | 48,2 |                                                                 |                                                                                        |